# The Dizzy Acrobat
The Dizzy Acrobat ist ein US-amerikanischer animierter Kurzfilm von Alex Lovy aus dem Jahr 1943.

## Handlung
Woody Woodpecker will den Zirkus besuchen. Er hat sich einen Hotdog gekauft, den ihm jedoch ein Löwe stiehlt. Er kauft sich stattdessen ein Eis und versucht, sich unter dem Zirkuszelt in die gerade laufende Vorstellung zu schmuggeln. Der Platzanweiser erwischt ihn und wirft ihn raus. Weitere Versuche schlagen fehl. Der Platzanweiser meint, Woody Woodpecker solle sich den Eintritt mit Elefantenwaschen verdienen, doch der Specht schließt den Elefanten nur mit dem Rüssel an einen Hydranten an.
Woody Woodpecker gelangt im Zuge einer Verfolgungsjagd in das Zirkuszelt, wo er die laufende Vorstellung unter anderem am Trapez stört. Der Platzanweiser verfolgt ihn und es kommt zu einer Reihe von Zwischenfällen. Am Ende rast der Platzanweiser auf einem Fahrrad aus dem Zirkuszelt und landet vor den Schießscheiben eines Schießstandes. Woody Woodpecker folgt ihm charakteristisch lachend, wird jedoch wie der Platzanweiser am Ende beschossen.

## Produktion
The Dizzy Acrobat erschien am 21. Mai 1943 als Teil der Universal-Trickfilmserie Woody Woodpecker.
Woody Woodpecker wurde im Film von Mel Blanc synchronisiert. Ben Hardaway singt im Film als Woody Woodpecker das Kinderlied I Went to the Animal Fair.

## Auszeichnungen
The Dizzy Acrobat wurde 1944 für einen Oscar in der Kategorie „Bester animierter Kurzfilm“ nominiert, konnte sich jedoch nicht gegen Tom spielt Feuerwerker durchsetzen.